# Tossal de les Forques (el Cogul)
El Tossal de les Forques és una muntanya de 353 metres al municipi del Cogul, a la comarca catalana de les Garrigues.